# Бермерсхайм-фор-дер-Хёэ
Бермерсхайм-фор-дер-Хёэ (нем. Bermersheim vor der Höhe) — община в Германии, в земле Рейнланд-Пфальц.
Входит в состав района Альцай-Вормс. Подчиняется управлению Альцай-Ланд. Население составляет 401 человек (на 31 декабря 2010 года). Занимает площадь 2,87 км².